# Écromagny
Écromagny är en kommun i departementet Haute-Saône i regionen Bourgogne-Franche-Comté i östra Frankrike. Kommunen ligger i kantonen Mélisey som tillhör arrondissementet Lure. År 2022 hade Écromagny 150 invånare.

## Befolkningsutveckling
Antalet invånare i kommunen Écromagny
| Referens: INSEE |